# 1417
Il 1417 (MCDXVII in numeri romani) è un anno  del XV secolo.

## Eventi
- 11 novembre – il Concilio di Costanza elegge Papa Martino V.
- Valona è saccheggiata dagli ottomani.
- Domenico da Piacenza, sotto la spinta delle nuove mode giunte dall'Oriente, fonda la prima scuola di ballo italiana.

## Nati
- 23 febbraio - Ludovico IX di Baviera-Landshut, nobile tedesco († 1479)
- 23 febbraio - Papa Paolo II, papa, vescovo cattolico e cardinale italiano († 1471)
- 24 aprile - Federico I del Palatinato-Simmern, nobile tedesco († 1480)
- 10 maggio - Carlo Gonzaga, nobile († 1456)
- 25 maggio - Caterina di Kleve, nobile († 1479)
- 19 giugno - Sigismondo Pandolfo Malatesta, condottiero italiano († 1468)
- 14 luglio - Giovanni Andrea Bussi, umanista e vescovo cattolico italiano († 1475)
- 2 novembre - Sejo di Joseon, re coreano († 1468)
- 8 novembre - Filippo I di Hanau-Lichtenberg, conte tedesco († 1480)
- 23 novembre - William FitzAlan, XVI conte di Arundel, nobile inglese († 1487)
- Alfonso de Aragón y de Escobar, nobile spagnolo († 1485)
- Giorgio VIII di Georgia, re († 1476)
- Diego Hurtado de Mendoza, nobile spagnolo († 1479)
- Domenico di Michelino, pittore italiano († 1491)
- Enrico IV di Meclemburgo-Schwerin, duca tedesco († 1477)
- Filippo di Savoia, nobile († 1444)
- Jöns Bengtsson Oxenstierna, arcivescovo cattolico svedese († 1467)
- Bona Lombarda, italiana († 1468)
- Nicola di Flüe, magistrato, politico e santo svizzero († 1487)
- Alessandro Nievo, religioso e giurista italiano († 1484)
- Bianca Pellegrini, nobildonna italiana
- John Talbot, II conte di Shrewsbury, militare inglese († 1460)

## Morti
- 5 marzo - Manuele III di Trebisonda, imperatore bizantino (n. 1364)
- 5 aprile - Giovanni di Valois, principe francese (n. 1398)
- 8 aprile - Ulrico I di Meclemburgo-Stargard, duca
- 14 aprile - Antonio degli Uberti, vescovo cattolico italiano
- 20 aprile - Elizabeth Mortimer, nobildonna inglese (n. 1371)
- 28 aprile - Margherita di Joinville, nobildonna francese (n. 1354)
- 1º maggio - Luigi II d'Angiò, principe francese (n. 1377)
- 16 maggio - Eberardo III di Württemberg, conte (n. 1362)
- 30 maggio - Guglielmo II di Baviera-Straubing, nobile (n. 1365)
- 5 giugno - Pierre Ravat, cardinale francese
- 9 giugno - Alfonso de Córdoba, patriarca cattolico spagnolo
- 6 luglio - Francesco Bellanti, vescovo cattolico italiano
- 4 settembre - Robert Hallam, cardinale e vescovo cattolico britannico
- 7 settembre - Jean II de Rieux, militare francese
- 22 settembre - Anna di Forez, nobile francese (n. 1358)
- 26 settembre - Francesco Zabarella, giurista, cardinale e vescovo cattolico italiano (n. 1360)
- 2 ottobre - Maso degli Albizi, politico e militare italiano (n. 1343)
- 16 ottobre - Gian Galeazzo Manfredi, condottiero italiano
- 18 ottobre - Papa Gregorio XII, papa, vescovo cattolico e cardinale italiano
- 30 ottobre - Pietro Stefaneschi, cardinale italiano
- 9 novembre - Yusuf III di Granada, sultano (n. 1376)
- 17 novembre - Evrenos Bey, militare ottomano
- 30 novembre - Pietro Ricci, arcivescovo cattolico italiano
- 14 dicembre - John Oldcastle, nobile britannico
- Maria d'Alençon, nobile (n. 1373)
- Bonamente Aliprandi, scrittore italiano
- Anna di Mosca, imperatrice bizantina (n. 1393)
- Isabella Asinari, nobildonna italiana
- Pier Paolo Celega, architetto italiano
- Odoardo Gonzaga, condottiero italiano
- Imadaddin Nasimi, poeta azero
- Jabbarberdi, condottiero mongolo
- Giovanni Malpaghini, umanista italiano
- Nicola IV di Alessandria, arcivescovo ortodosso egiziano
- Jacopo Paladini, arcivescovo cattolico italiano (n. 1349)
- Cino Rinuccini, poeta italiano
- Taddea Tarlati, nobildonna italiana
- Roberto de' Rossi, umanista italiano
- Benedetto di Bindo, pittore italiano
- Giacomo di Mailly, nobile e condottiero francese

## Calendario
| Calendario 1417 | Calendario 1417 | Calendario 1417 | Calendario 1417 | Calendario 1417 | Calendario 1417 | Calendario 1417 | Calendario 1417 | Calendario 1417 | Calendario 1417 | Calendario 1417 | Calendario 1417 | Calendario 1417 | Calendario 1417 | Calendario 1417 | Calendario 1417 | Calendario 1417 | Calendario 1417 | Calendario 1417 | Calendario 1417 | Calendario 1417 | Calendario 1417 | Calendario 1417 | Calendario 1417 | Calendario 1417 | Calendario 1417 | Calendario 1417 | Calendario 1417 | Calendario 1417 | Calendario 1417 | Calendario 1417 | Calendario 1417 | Calendario 1417 |
| --------------- | --------------- | --------------- | --------------- | --------------- | --------------- | --------------- | --------------- | --------------- | --------------- | --------------- | --------------- | --------------- | --------------- | --------------- | --------------- | --------------- | --------------- | --------------- | --------------- | --------------- | --------------- | --------------- | --------------- | --------------- | --------------- | --------------- | --------------- | --------------- | --------------- | --------------- | --------------- | --------------- |
|                 | 1               | 2               | 3               | 4               | 5               | 6               | 7               | 8               | 9               | 10              | 11              | 12              | 13              | 14              | 15              | 16              | 17              | 18              | 19              | 20              | 21              | 22              | 23              | 24              | 25              | 26              | 27              | 28              | 29              | 30              | 31              |                 |
| Gennaio         | Ve              | Sa              | Do              | Lu              | Ma              | Me              | Gi              | Ve              | Sa              | Do              | Lu              | Ma              | Me              | Gi              | Ve              | Sa              | Do              | Lu              | Ma              | Me              | Gi              | Ve              | Sa              | Do              | Lu              | Ma              | Me              | Gi              | Ve              | Sa              | Do              |                 |
| Febbraio        | Lu              | Ma              | Me              | Gi              | Ve              | Sa              | Do              | Lu              | Ma              | Me              | Gi              | Ve              | Sa              | Do              | Lu              | Ma              | Me              | Gi              | Ve              | Sa              | Do              | Lu              | Ma              | Me              | Gi              | Ve              | Sa              | Do              |                 |                 |                 |                 |
| Marzo           | Lu              | Ma              | Me              | Gi              | Ve              | Sa              | Do              | Lu              | Ma              | Me              | Gi              | Ve              | Sa              | Do              | Lu              | Ma              | Me              | Gi              | Ve              | Sa              | Do              | Lu              | Ma              | Me              | Gi              | Ve              | Sa              | Do              | Lu              | Ma              | Me              |                 |
| Aprile          | Gi              | Ve              | Sa              | Do              | Lu              | Ma              | Me              | Gi              | Ve              | Sa              | Do              | Lu              | Ma              | Me              | Gi              | Ve              | Sa              | Do              | Lu              | Ma              | Me              | Gi              | Ve              | Sa              | Do              | Lu              | Ma              | Me              | Gi              | Ve              |                 |                 |
| Maggio          | Sa              | Do              | Lu              | Ma              | Me              | Gi              | Ve              | Sa              | Do              | Lu              | Ma              | Me              | Gi              | Ve              | Sa              | Do              | Lu              | Ma              | Me              | Gi              | Ve              | Sa              | Do              | Lu              | Ma              | Me              | Gi              | Ve              | Sa              | Do              | Lu              |                 |
| Giugno          | Ma              | Me              | Gi              | Ve              | Sa              | Do              | Lu              | Ma              | Me              | Gi              | Ve              | Sa              | Do              | Lu              | Ma              | Me              | Gi              | Ve              | Sa              | Do              | Lu              | Ma              | Me              | Gi              | Ve              | Sa              | Do              | Lu              | Ma              | Me              |                 |                 |
| Luglio          | Gi              | Ve              | Sa              | Do              | Lu              | Ma              | Me              | Gi              | Ve              | Sa              | Do              | Lu              | Ma              | Me              | Gi              | Ve              | Sa              | Do              | Lu              | Ma              | Me              | Gi              | Ve              | Sa              | Do              | Lu              | Ma              | Me              | Gi              | Ve              | Sa              |                 |
| Agosto          | Do              | Lu              | Ma              | Me              | Gi              | Ve              | Sa              | Do              | Lu              | Ma              | Me              | Gi              | Ve              | Sa              | Do              | Lu              | Ma              | Me              | Gi              | Ve              | Sa              | Do              | Lu              | Ma              | Me              | Gi              | Ve              | Sa              | Do              | Lu              | Ma              |                 |
| Settembre       | Me              | Gi              | Ve              | Sa              | Do              | Lu              | Ma              | Me              | Gi              | Ve              | Sa              | Do              | Lu              | Ma              | Me              | Gi              | Ve              | Sa              | Do              | Lu              | Ma              | Me              | Gi              | Ve              | Sa              | Do              | Lu              | Ma              | Me              | Gi              |                 |                 |
| Ottobre         | Ve              | Sa              | Do              | Lu              | Ma              | Me              | Gi              | Ve              | Sa              | Do              | Lu              | Ma              | Me              | Gi              | Ve              | Sa              | Do              | Lu              | Ma              | Me              | Gi              | Ve              | Sa              | Do              | Lu              | Ma              | Me              | Gi              | Ve              | Sa              | Do              |                 |
| Novembre        | Lu              | Ma              | Me              | Gi              | Ve              | Sa              | Do              | Lu              | Ma              | Me              | Gi              | Ve              | Sa              | Do              | Lu              | Ma              | Me              | Gi              | Ve              | Sa              | Do              | Lu              | Ma              | Me              | Gi              | Ve              | Sa              | Do              | Lu              | Ma              |                 |                 |
| Dicembre        | Me              | Gi              | Ve              | Sa              | Do              | Lu              | Ma              | Me              | Gi              | Ve              | Sa              | Do              | Lu              | Ma              | Me              | Gi              | Ve              | Sa              | Do              | Lu              | Ma              | Me              | Gi              | Ve              | Sa              | Do              | Lu              | Ma              | Me              | Gi              | Ve              |                 |